# Schweizer Volleyball-Meisterschaft
Die drei höchsten Spielklassen der Männer und Frauen der Volleyball-Meisterschaft in der Schweiz werden von Swiss Volley ausgetragen.

## Modus

### Nationalliga A

#### Qualifikationsrunde
In der NLA spielen bei den Herren acht und bei den Frauen zehn Teams um den Titel. Die Hauptrunde wird mit jeweils einem Hin- und einem Rückspiel ausgetragen. Die besten acht Teams qualifizieren sich für die Playoffs, die restlichen Teams spielen die Playouts.

#### Playoff / Playout
Die Viertel-, Halbfinal- und Finalserie der Playoffs wird im Best-of-Five Modus gespielt. Die weiteren Rangierungsspiele und die Playouts werden im Best-of-Five Three gespielt.
Der Playoutverlierer steigt in die NLB ab.

## Männer

### Vereine 2024/25

#### NLA
- Chênois Genève Volleyball
- Colombier Volley
- Lausanne UC
- STV St.Gallen Volleyball
- TSV Jona Volleyball
- VBC Sursee
- Volley Amriswil
- Volley Näfels
- Volley Schönenwerd

#### NLB
- City Volley Basel
- Lausanne UC
- Lutry-Lavaux Volleyball
- TSV Jona Volleyball
- VBC Servette Star-Onex
- VBC Uni Bern
- VBC Voléro Zürich
- Volley Amriswil
- Volleyball Papiermühle

## Frauen

### Vereine 2024/25

#### NLA
- BIWI VFM
- Infomaniak Genève Volley
- NLZ Volleyball Academy
- Raiffeisen Volley Glaronia
- Raiffeisen Volley Toggenburg
- Sm'Aesch Pfeffingen
- VBC Cheseaux
- VC Kanti Schaffhausen
- Viteos NUC
- Volley Düdingen
- Volley Lugano

#### NLB
- BTV Aarau
- Bellinzona Volley
- Raiffeisen Volley Toggenburg
- VBC Kanti Baden
- VBC NUC
- VBC Servette Star-Onex
- VBC Visp
- VBC Züri Unterland
- Volley Aadorf
- Volley Köniz
- Volley Luzern City
- Volley Oberdiessbach